# Triple boogie
|  | Denne artikel er oprettet af botten Steenthbot ud fra en ekstern database. Den kan derfor have sproglige fejl eller mangler. Denne skabelon kan fjernes efter kontrol af indholdet. |

Triple boogie er en dansk eksperimentalfilm fra 1948 instrueret af Richard Winther.

## Handling
En collage af forskellige billedelementer, bl.a. papirklip og kundstværker, der tematiserer forholdet mellem kunstneren og hans muse. Men der er også billeder, som ligger uden for denne 'rammehistorie'.